# 5671 Chanal
5671 Chanal eller 1985 XR är en asteroid i huvudbältet som upptäcktes den 13 december 1985 av CERGA-observatoriet i Nice. Den är uppkallad efter den franske amatörastronomen Roger Chanal.
Asteroiden har en diameter på ungefär 8 kilometer.